# シークレットガールズ
『シークレットガールズ』（Secret girls）は、2011年7月から小学館少女漫画雑誌「ちゃお」の付録DVD『ちゃおちゃおTV!』およびフジテレビ動画配信サイト『見参楽』にて発表された連続ドラマ作品、およびドラマを元に結成されたアイドルグループ。第1シーズン全11話。2012年よりシーズン2が全8話連載。
「Curl C Girl」（ウィッグ）「CiaoStyle」（コスメ）「ファンタージェン」（制服）と協力で製作され、使用アイテムは販売もされている。

## ストーリー
年齢、性別、国籍などのすべてを隠してデビューした5人組アイドルグループ「シークレットガールズ」は瞬く間に人気アイドルとなったが、プライベートは全員とも普通の中学生だった。5人は秘密のアイドルと学校生活、二つの顔を使い分けながら恋や夢に悩み、向かいあいながら成長していく。

## 出演
- 柴崎リオ (LIZ☆) - 伊藤祐奈（アイドリング!!!23号）
- 荒木まや (Bee) - 橋本楓（アイドリング!!!21号）
- 森川未紀 (MORM) - 朝日奈央（アイドリング!!!15号）
- 山本麻子 (YAH) - 三橋奈波
- 高野愛 (EYE) - 冨田真由
- 佐藤先生 - 田中聡元
- 山崎保 - 橘柊生
- 小早川沙織 - 風戸蘭七
- 夏木 - 前田澪
- 葉山 - 加藤果林
- 柴崎春子 - 野口かおる
- 柴崎治 - 佐伯新
- 柴崎一也 - 栗原寛孝
- 宇田川翔 - 栗田将輝
- 尾崎 - 山中雄輔
- 理科教師 - 松尾英太郎
- ニュースキャスター - サヘル・ローズ
- 橘薫 - 山中聡
- 桜小路麗 - 細貝圭
- リンゴバーグ - ケニー・G
- 神田美奈子 - 宝積有香
- 記者 - 津村知与支
- ジョニーG - ジリ・ヴァンソン
- 小林社長 - 堀部圭亮

アイドルグループ『3ign（サイン）』
- ナオミ - 柳田衣里佳
- ジョー - ほのかりん
- リンダ - 丸岡菜茄

## スタッフ
- 制作：大多亮（フジテレビ）
- プロデュース：森谷雄（アットムービー）
- プロデューサー：右近照久（フジテレビ）　高橋雄三（アットムービー）
- 原案：バンダイ
- 脚本：三浦有為子
- 音楽&楽曲プロデュース：agehasprings
- 監督：永田琴　森谷雄
- 制作協力：アットムービー
- 制作著作：フジテレビ

## 作中使用曲
「CHANGE THE WORLD」
作詞 - 松原さらり / 作曲 - 吉田裕之 / 編曲 - 高橋浩一郎 / 歌 - シークレットガールズ
「GO!MY WAY!」
作詞 - 田中類 / 作曲 - 田中類 / 編曲 - 高橋浩一郎 / 歌 - シークレットガールズ
「A Little Star」
作詞 - 松原さらり / 作曲 - 石原理酉 / 編曲 - 高橋浩一郎 / 歌 - シークレットガールズ
「Dancin' Desire」
作詞 - 笠島伸吾 / 作曲 - 巴川貴裕 / 編曲 - 巴川貴裕 / 歌 - 3ign
「Sweet Bad Angel」
作詞 - 空谷泉身 / 作曲 - 楠野功太郎 / 編曲 - 倉内達矢 / 歌 - シークレットガールズ
「Secret Feeling」
作詞 - 松原さらり / 作曲 - 秋田博之 / 編曲 - 成瀬裕介 / 歌 - シークレットガールズ

## 各話リスト
| 話数                 | サブタイトル                                 | ちゃお収録号 | 見参楽配信日   |
| Season1              | Season1                                      | Season1      | Season1        |
| -------------------- | -------------------------------------------- | ------------ | -------------- |
| 第1話                | シークレットガールズ誕生!!                   | 2011年8月号  | 2011年7月15日  |
| 第2話                | アイドルへの険しい道のり                     | 2011年9月号  | 2011年8月23日  |
| 第3話                | 夏の秘密と私のママと                         | 2011年9月号  | 2011年8月23日  |
| 第4話                | アイドルだって勉強する!                      | 2011年10月号 | 2011年9月23日  |
| 第5話                | 恋する学園祭                                 | 2011年11月号 | 2011年10月21日 |
| 第6話                | 麻子のシークレット                           | 2011年12月号 | 2011年11月22日 |
| 特別スピンオフ       | シークレット ガールズの原宿少女探偵団        | （未収録）   | 2011年12月     |
| 第7話                | いつも心のそばに……                           | 2012年1月号  | 2011年12月22日 |
| 第8話                | アイドルだって悩むのだ!                      | 2012年2月号  | 2012年1月23日  |
| 第9話                | 危険なバレンタイン                           | 2012年3月号  | 2012年2月23日  |
| 第10話               | ピンチ!絶体絶命の春                          | 2012年4月号  | 2012年3月23日  |
| 第11話               | シークレットガールズのシークレット           | 2012年5月号  | 2012年4月23日  |
| Season2              |                                              |              |                |
| 第1話                | ライバル登場!?                               | 2012年8月号  | 2012年7月23日  |
| 第2話                | 麻子の王子さま                               | 2012年8月号  | 2012年7月23日  |
| 第3話                | アイドルだって、アイドルが好き!              | 2012年9月号  | 2012年8月23日  |
| 第4話                | スーパーモデルに憧れて                       | 2012年10月号 | 2012年9月21日  |
| スペシャルスピンオフ | シークレットガールズの原宿ファッション探偵団 | （未収録）   | 2012年10月3日  |
| 第5話                | 恋も受験も全力投球!                          | 2012年12月号 | 2012年11月22日 |
| 第6話                | 一つ屋根の下                                 | 2013年1月号  | 2012年12月21日 |
| 第7話                | 伝えたい気持ち                               | 2013年2月号  | 2013年1月23日  |
| 第8話                | さよなら、シークレットガールズ               | 2013年5月号  | 2013年4月23日  |

## 漫画
『シークレットガールズ 〜ナイショのアイドル〜』は、ちゃお2011年8月号から2013年5月号まで連載のコミック。作者は柏ぽち。コミックス全2巻。
- 第1巻 2012年6月29日発売 ISBN 978-4-09-134623-0
- 第2巻 2013年4月30日発売 ISBN 978-4-09-135273-6

## 小説
小学館ジュニア文庫から新書判で発売。著者は本ドラマの脚本も手がけている三浦有為子。 
- 第1弾「シークレットガールズ アイドル誕生」 2012年1月18日発売 ISBN 978-4-09-230621-9
- 第2弾「シークレットガールズ アイドル危機一髪!!」 2012年4月23日発売 ISBN 978-4-09-230726-1

## アイドルグループ『シークレットガールズ』
ドラマ発の5人の期間限定アイドルユニット。アイドリング!!!の伊藤祐奈、橋本楓、朝日奈央の3人とオーディションで選ばれた三橋奈波と冨田真由（三橋と冨田の2名は活動当時ホリ・エージェンシー所属）で構成。ドラマだけでなくCDデビューや、ライブ活動なども行っていた。

### メンバー
所属ユニットは活動当時。
- Liz☆ （伊藤祐奈・アイドリング!!!）
- Bee （橋本楓・アイドリング!!!）
- MORM （朝日奈央・アイドリング!!!）
- YAH （三橋奈波）
- EYE （冨田真由）

### オリジナル曲
- 「Secret girls」
  - デビューシングル。2012年3月21日リリース。

収録曲
- GO! MY WAY!
- A Little Star
- CHANGE THE WORLD

### ライブ
トップ☆シークレットライブ
2011年12月4日、東京ドームシティホールで初の単独ライブ。
Secret girls デビューシングル発売記念イベント
2012年3月20日にアリオ橋本アクアガーデンとアキバ☆ソフマップ1号館、3月22日にラゾーナ川崎プラザ、3月24日にヴィーナスフォート、3月25日にららぽーと豊洲でミニライブ開催。
トップ★シークレットライブinちゃおサマーフェスティバル
2012年8月18日開催の『ちゃおサマーフェスティバル2012』イベントでのライブ&トークショー。
トップ☆シークレットライブ2 〜めざせ、ロンドン音楽祭〜
2012年11月25日、NHKホール。単独ライブ第2弾。